# Пабло де Грейф
Пабло де Грейф (нар. 20 червня 1963 року) — колумбійський науковець і правозахисник.
Перший Спеціальний доповідач ООН з питань сприяння правді, справедливості, відшкодуванню збитків та гарантіям неповторення. У січні 2015 року його також попросили бути членом UNIIB, місії незалежних експертів Організації Об'єднаних Націй для вирішення ситуації в Бурунді. 
З 2019 по 2020 рік він був частиною групи експертів, які консультували Раду ООН з прав людини щодо її превентивних функцій. У квітні 2022 року його було призначено одним із трьох комісарів Незалежної міжнародної комісії з розслідування порушень щодо України, створеної ООН.
З 2014 року він є старшим науковим співробітником Центру прав людини та глобального правосуддя Юридичного факультету Нью-Йоркського університету, де він керує Програмою перехідного правосуддя та Проектом запобігання.

## Раннє життя та освіта
Де Грейф народився у Боготі 20 червня 1963 року, закінчив Єльський університет у 1986 році та захистив докторський ступінь у Північно-Західному університеті в 1993 році.